# 한국전문예술인학회
한국전문예술인학회는 1998년에 설립된 문화예술단체이다. 한국전문예술인학회 홈페이지

## 업무
공모사업에 선정되어 성공적으로 협업 및 공공사업을 수행하고 있다.

## 같이 보기
- 예술
- 체육